# Gaperon
Gaperon je francouzský sýr z oblasti Auvergne. Má tvar válce o průměru 9 až 10 centimetrů a váží 250 až 350 gramů. Jeho povrch je pokryt bílou plísní. Minimální obsah tuku v sušině je 40 %.

## Výroba
Hlavní surovinou při jeho výrobě je kravské mléko; v minulosti byl vyráběn z podmáslí. Při výrobním procesu je do sýrového těsta přidáván česnek a pepř. Sýr zraje čtyři týdny. Vyrábí se po celý rok.